# Hyehwa-dong
Hyehwa-dong (koreanska: 혜화동) är en stadsdel i stadsdistriktet Jongno-gu i Sydkoreas huvudstad Seoul. 